# The Twelve Days of Christmas
The Twelve Days of Christmas (Les Douze Jours de Noël) est un chant de Noël très connu dans les pays anglophones. Il s’agit d’une comptine à récapitulation où sont énumérés douze cadeaux qu’une personne dit avoir reçus de son amoureux ou amoureuse durant les douze jours consécutifs du temps de Noël. Après l’annonce d’un nouveau cadeau, la liste des précédents est répétée à l’envers. Les cadeaux sont, dans l’ordre : une perdrix dans un poirier, deux colombes, trois poules françaises, quatre merles noirs, cinq anneaux d’or, six oies pondant, sept cygnes nageant, huit filles de ferme trayant, neuf dames dansant, dix messieurs sautant, onze joueurs de fifre jouant, douze tambours battant. Les cartes de Noël avec une perdrix dans un poirier sont une illustration du premier cadeau : « A partridge in a pear tree ».

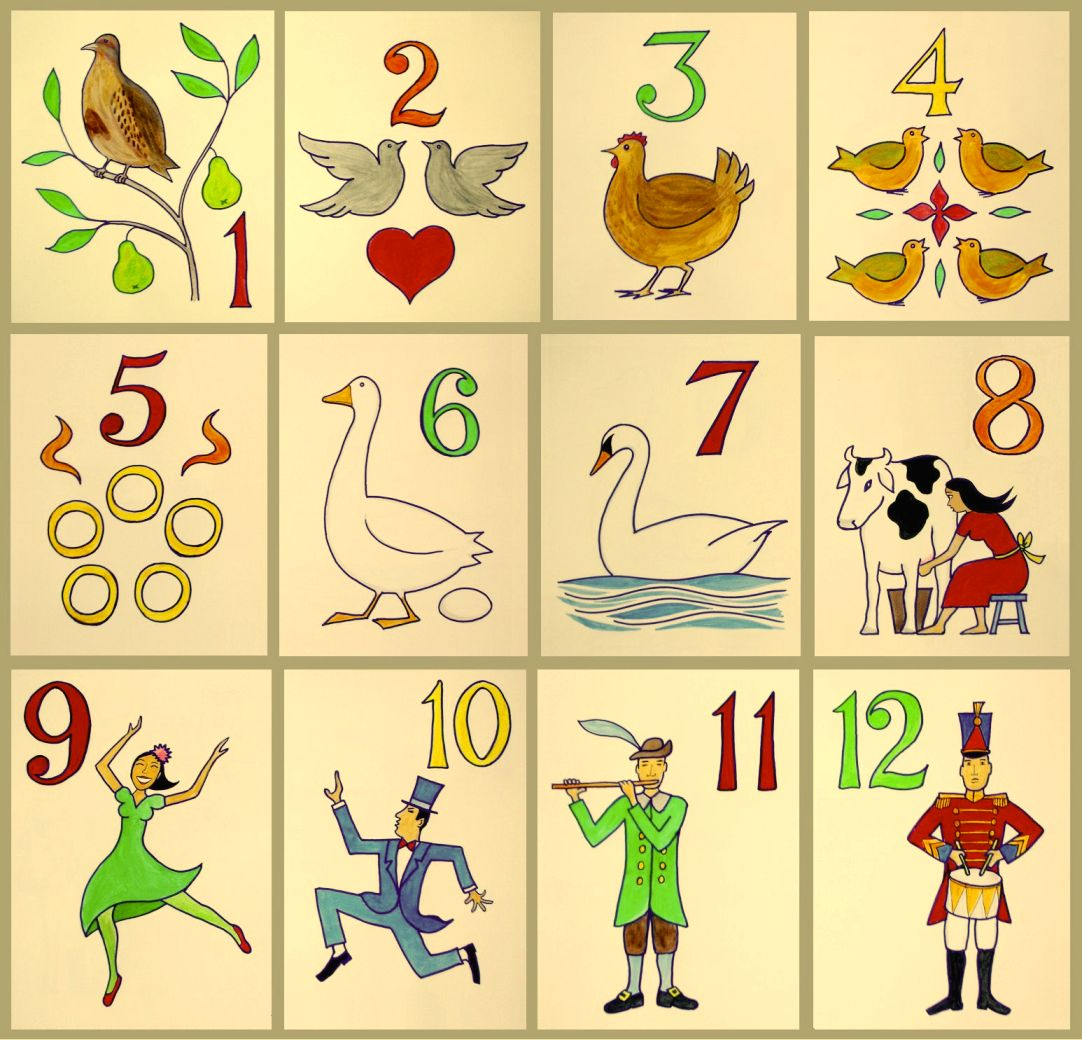
Twelve Days of Christmas.

La mélodie de base est supposément d'origine française (et déjà connue en Scandinavie depuis le XVIe siècle). Au début du XXe siècle, Frederic Austin la modifia à partir du passage des cinq anneaux d’or. (The Oxford Book of Carols (en)). Sa version est celle qu’on entend généralement au XXIe siècle.
On trouve le chant pour la première fois proposé comme jeu de mémoire dans Mirth without Mischief (S’amuser sans faire de bêtises), recueil de jeux d’enfants de la fin du XVIIIe siècle (~1780). Lady Alice Gomme, folkloriste, collectionneuse de contes et chansons traditionnelles a contribué à la populariser.

## Signification des paroles
Selon l’Oxford Dictionary of Nursery Rhymes, les cadeaux pourraient avoir une signification, comme une représentation chaque mois de l'année. Néanmoins, quelle que soit l'origine du chant, il semble probable que les vers qui subsistent aujourd'hui en Angleterre ou en France en constituent une évolution qui s’est départie de l'esprit original[réf. incomplète].
En 1979, un hymnologue canadien, Hugh D. McKellar, a rédigé un article intitulé «Comment décoder les douze jours de Noël» dans lequel il suggère que les paroles seraient conçues comme une chanson de catéchisme pour aider les jeunes catholiques à approfondir leur foi, à une époque où la pratique du catholicisme était criminalisée en Angleterre (1558 jusqu'en 1829).  Trois ans plus tard en 1982, le p. Hal Stockert a écrit un article (mis en ligne en 1995) dans lequel il suggérait une utilisation similaire possible des douze cadeaux dans le cadre d'un catéchisme. La possibilité que les douze dons aient été utilisés comme catéchisme pendant les périodes pénales anglaises et irlando-catholiques a également été supposée dans cette même période (1987 et 1992) par le p. James Gilhooley, aumônier du Mount Saint Mary College de Newburgh, New York. Snopes.com, un site web qui passe en revue les légendes urbaines, les rumeurs sur Internet, les courriels et autres histoires d'origine inconnue ou douteuse, conclut que l'hypothèse que les douze cadeaux de Noël soient un catéchisme n'est pas plausible, car aucun des objets énumérés est propre ni aux Protestants, ni au Catholiques.
William S. Baring-Gould suggère que les cadeaux envoyés les sept premiers jours étaient tous des oiseaux - les «cinq anneaux d'or» n'étaient pas en réalité des anneaux d'or, mais se référaient aux cinq anneaux d'or du faisan bagué. D'autres suggèrent que les anneaux d'or se réfèrent à "cinq goldspinks" - une goldspink étant un ancien nom pour un chardonneret ou même des canaris. Cependant, une publication de 1780 comprend une illustration qui représente clairement les «cinq anneaux d'or» comme étant des bijoux.

## Christmas Price Index
Depuis 1984, les coûts cumulatifs des articles mentionnés dans la chanson ont été utilisés ironiquement comme un indicateur économique. En supposant que les cadeaux sont rajoutés intégralement à chaque fois que se répète la chanson, alors un total de 364 articles sont livrés au douzième jour. 
Cette coutume a commencé avec la PNC Bank, qui l’entretient. Deux tableaux de prix sont créés, appelés « indice des prix de Noël » et le « véritable coût de Noël ». Le premier est un index des coûts actuels d'un ensemble de chacun des cadeaux donnés par le « True love / Vrai Amour » au chanteur de la chanson "Les Douze Jours de Noël". Ce dernier est le coût cumulatif de tous les cadeaux avec les répétitions énumérées dans la chanson. Les personnes mentionnées dans la chanson sont embauchées, pas achetées. Le coût total de tous les biens et services pour l'Indice des prix de Noël 2015 est de 34 130,99 $ US, soit 155 407,18 $ pour l'ensemble des 364 articles. Le coût initial de 1984 était de 12 623,10 $. L'indice a été critiqué pour ne pas refléter exactement le coût réel des cadeaux présentés dans le chant de Noël.

## Parodies
Il y a de nombreuses parodies et variations de ce chant. L’une des plus récentes a été spécialement crée par la BBC. Elle fait clairement allusion à la première procédure de destitution du président Trump engagée exactement une semaine avant Noël 2019 (paroles en anglais)  

## Dans la culture populaire
Dans l'épisode 13 de la saison 6 de The Office, Andy décide d'offrir les douze cadeaux de Noël à Erin.
Dans l'épisode 8 de la saison 22 des Simpson, Mr Burns, version muppets, chante cette chanson accompagné de Katy Perry.
Dans l'épisode 13 de la saison 2 de Miss Fisher enquête, l'assassin tue dans l'ordre des 12 cartes de la chanson.

## Adaptation française
| Le jour de Noël que m'auras-tu donné, m'amie ? Une seule perdrix. |
| Le deuxième ajet que m'auras-tu donné m'amie ? Deux tourtereaux et une seule perdrix. |
| Le troisième ajet que m'auras-tu donné, m'amie ? Trois beaux rameaux, deux tourtereaux et une seule perdrix. |
| Le quatrième ajet que m'auras-tu donné, m'amie ? Quatre canards volants, trois beaux rameaux, deux tourtereaux et une seule perdrix. |
| Le cinquième ajet que m'auras-tu donné, m'amie ? Cinq lapins courants, quatre canards volants, trois beaux rameaux, deux tourtereaux et une seule perdrix. |
| Le sixième ajet que m'auras-tu donné, m'amie ? Six chiens bavants, cinq lapins courants, quatre canards volants, trois beaux rameaux, deux tourtereaux et une seule perdrix. |
| Le septième ajet que m'auras-tu donné, m'amie ? Sept moulins à vent, six chiens bavants, cinq lapins courants, quatre canards volants, trois beaux rameaux, deux tourtereaux et une seule perdrix. |
| Le huitième ajet que m'auras-tu donné, m'amie ? Huit vaches à lait, sept moulins à vent, six chiens bavants, cinq lapins courants, quatre canards volants, trois beaux rameaux, deux tourtereaux et une seule perdrix.                                                                                        |
| Le neuvième ajet que m'auras-tu donné, m'amie ? Neuf boeufs très laids, huit vaches à lait, sept moulins à vent, six chiens bavants, cinq lapins courants, quatre canards volants, trois beaux rameaux, deux tourtereaux et une seule perdrix.                                                                |
| Le dixième ajet que m'auras-tu donné, m'amie ? Dix pigeons blancs, neuf boeufs très laids, huit vaches à lait, sept moulins à vent, six chiens bavants, cinq lapins courants, quatre canards volants, trois beaux rameaux, deux tourtereaux et une seule perdrix.                                             |
| Le onzième ajet que m'auras-tu donné, m'amie ? Onze plats d'argent, dix pigeons blancs, neuf boeufs très laids, huit vaches à lait, sept moulins à vent, six chiens bavants, cinq lapins courants, quatre canards volants, trois beaux rameaux, deux tourtereaux et une seule perdrix.                        |
| Le douzième ajet que m'auras-tu donné, m'amie ? Douze coqs chantants, onze plats d'argent, dix pigeons blancs, neuf boeufs très laids, huit vaches à lait, sept moulins à vent, six chiens bavants, cinq lapins courants, quatre canards volants, trois beaux rameaux, deux tourtereaux et une seule perdrix. |